# 3.ª Brigada Expedicionaria de Marines
La 3.ª Brigada Expedicionaria de Marines (en inglés: 3rd Marine Expeditionary Brigade, 3 MEB) es una unidad del Cuerpo de Marines de los Estados Unidos es una fuerza de respuesta a crisis de "peso mediano" escogida para el área de operaciones del Comando del Pacífico. Es la única Fuerza de Tareas Aero-Terrestre de Marines desplegada de forma permanente del tamaño de una brigada es una fuerza en un grado de preparación tal que es capaz de desplegarse rápidamente usando cualquier medio y de llevar a cabo operaciones en todo el espectro de manejo de crisis desde ayuda humanitaria y de administración de desastres hasta asalto anfibio y combate de alta intensidad. La 3.ª MEB mantiene una presencia de avanzada en el Teatro del Pacífico para enfrentar las contingencias que pueden surgir y para fortalecer las relaciones con los aliados de Estados Unidos. También la 3.ª MEB lleva a cabo operaciones combinadas y entrenamiento por toda la región en apoyo de la estrategia de seguridad nacional de Estados Unidos.

## Historia

### Años iniciales
En diciembre de 1917 la 3.ª Brigada Provisional fue activada en la Base del Cuerpo de Marines Quantico, Virginia usando elementos de la Fuerza de Base Adelantada y subsecuentemente fue desplegada a Cuba para proteger los intereses de producción de azúcar estadounidenses, que se habían convertido en víctimas de sabotaje por los rebeldes cubanos respaldados por los alemanes. A su llegada a Cuba con el 9.º Regimiento de Marines, la brigada tomó el control del 7.º Regimiento de Marines y comenzó a proteger los bienes de propiedad estadounidense, relevando al Ejército Cubano para persiguiera a los rebeldes. A principios del año 1918 la actividad rebelde había disminuido y la brigada fue relocalizada en agosto de 1918 a Galveston, Texas para servir como una fuerza de respuesta rápida si surgiera una contingencia en el Caribe. Al siguiente abril la brigada fue desactivada.
En marzo de 1927, la 3.ª Brigada Expedicionaria de Marines fue nuevamente activada en la MCB Quantico bajo el mando del brigadier general Smedley Butler. Subsecuentemente la brigada fue desplegada a Shanghái, China con recursos de artillería y de aviación. Una vez que ellos llegaron a China en mayo, la brigada tomó el control del 4.º Regimiento de Marines y del 6.º Regimiento de Marines. Durante este periodo, la brigada fue responsable de ayudar a las potencias extranjeras presentes en mantener a los chinos fuera del Asentamiento Internacional de Shanghái, que se había convertido en el sentimiento antiextranjero de los chinos. En el año 1928 Chiang Kai-shek se convirtió en el presidente de China y posteriormente la brigada fue retirada y desactivada en enero de 1929.

### Segunda Guerra Mundial
En marzo de 1942, la brigada fue reactivada en la Estación Aérea del Cuerpo de Marines de New River, Carolina del Norte y desplegada a Samoa Occidental, para ocupar la guarnición y defender la isla. La brigada fue nuevamente desactivada en noviembre de 1943.
En el año 1946 al Cuerpo de marines le fue ordenada comenzar a desmovilizar su dotación. Cuando la 6.ª División de Marines, acuartelada en Tsingtao, China comenzó a ser desactivada, los batallones de cuartel general, servicios, médicos y artillería junto con el 4.º Regimiento de Marines fueron redesignados en abril como la 3.ª Brigada del Cuerpo de Marines. Ellos continuaron desempeñando labores de ocupación hasta que el resto de la dotación de la brigada fueron absorbidos por el 4.º Regimiento en junio y la brigada nuevamente dejó de existir.
Durante la posguerra el Sur de California y la recientemente creada base de Camp Pendleton vieron enormes cantidades de marines y unidades que regresaban de la guerra en el Pacífico. En septiembre de 1946 a medida que los reemplazos reclutados estaban siendo enviados a ultramar para permitir que los veteranos de combate que desempeñaban labores de ocupación pudieran ser enviados de regreso a casa, la 3.ª Brigada fue nuevamente creada con el 6.º Regimiento de Marines como su núcleo. La brigada consistía principalmente de los grupos administrativos y algunas de las unidades de infantería a medida que regresaban a Estados Unidos para ser desactivadas. En mayo de 1947 la 1.ª División de Marines integró al resto del personal que regresaba desde ultramar así como aquellos que estaban en la brigada, que nuevamente fue desactivada.

### Década de 1950 a la década de 1990
Después de la rápida respuesta a la Guerra de Corea y a la expansión de su dotación, el cuartel general de la brigada fue nuevamente establecido en junio de 1951 centrado en el 3.er Regimiento de Marines en Camp Pendleton. En el año 1952 el Congreso estadounidense ordenó que el Cuerpo de Infantería de Marina fuera mantenido a un nivel de fuerza no menor de tres divisiones y alas de aviación. Como resultado de esto, el Comandante del Cuerpo de Marines designó a la 3.ª Brigada de Marines como el núcleo de lo que pronto sería la reactivada 3.ª División de Marines. En enero de 1952, la brigada fue absorbida por la división y nuevamente dejó de existir.
En mayo de 1962, en respuesta a la ayuda de la Unión Soviética al ejército del Pathet Lao en Laos, se formó la 3.ª Brigada Expedicionaria de Marines a partir de la dotación de la 3.ª División e inició un desembarco de 3000 marines en Tailandia como una demostración de fuerza como una parte de la Fuerza de Tareas Conjunta 116. Las fuerzas de la MEB incluían al 3.er Batallón 9.º Regimiento, el HMR-261 y el VMA-332. La demostración de fuerza había terminado hacia agosto y la MEB fue reabsorbida por la 3.ª División de Marines.
En abril de 1965 a medida que se inició la acumulación de fuerzas en la República de Vietnam, al 3.ª MEB fue reactivada en la MCB Camp Hague, Okinawa, abordó los buques de transporte de la Séptima Flota y zarpó con destino a la República de Vietnam. En ruta la República de Vietnam, la MEB fue redesignada como la 3.ª Brigada Anfibia de Marines. Ellos arribaron frente a la costa de Vietnam a finales de ese mes, y realizaron un desembarco en Chu Lai y estableció un aeródromo expedicionario. Al final del mes la MAB fue desactivada y absorbida en la III Fuerza Anfibia de Marines .
En abril de 1971, la III MAF se retiró de la República de Vietnam y la 3.ª MAB fue reactivada en Da Nang para supervisar a los 13 600 marines del 1.ᵉʳ Regimiento, el MAG-11 y el MAG-16, y permaneció en el país mientras el Programa de Acción Combinada era desactivado. El 7 de mayo, las operaciones terrestres y aéreas cesaron, las últimas tropas terrestres zarparon en junio y a continuación la 3.ª MAB fue desactivada.

### 2000 – presente
En enero de 2000 la III MEF de Avanzada, en medio del desarrollo de la Operación Stabilize para apoyar a la Fuerza Internacional para Timor Oriental, se retiró y la 3.ª Brigada Expedicionaria de Marines fue reactivada. Desde su reactivación, se ha involucrado activamente en la planificación de contingencias regionales tales como numerosos ejercicios conjuntos y combinados.
A finales del año 2004, la 3.ª MEB proporcionó la mayor parte de las fuerzas para la Fuerza de Tareas Conjunta 535, la que participó en las tareas de ayuda después de las inundaciones en Filipinas.
Durante mayo y junio del año 2006 la 3.ª MEB proporcionó el apoyo logístico y médico para ayudar a los miles de víctimas del terremoto en Indonesia que ocurrió en medio de numerosas erupciones del Monte Merapi ubicado en la isla de Java. También en el 2006, la 3.ª MEB asistió en la ayuda a las víctimas del flujo de lodo provocado por el volcán Mayon en Filipinas. La MEB tiene una larga tradición de realizar ayuda humanitaria dentro de Filipinas, adicionalmente el año 2007 vio la culminación de la Operación Goodwill, una misión de tres partes que involucraron a la 3.ª MEB y al USS Comstock (LSD-45).
El 13 de diciembre de 2011, la 3.ª MEB fue oficialmente reactivada y subsecuentemente participó en ejercicios y operaciones a través de toda la región del Pacífico. La 3.ª MEB fue declarada con capacidad operativa inicial en septiembre de 2012 y está en camino para ser declarada con capacidad operativa plena hacia finales del año fiscal 2013.
Desde su reactivación, la MEB ha participado en los ejercicios Ssang Yong, Ulchi Freedom Guardian, Balikatan y PHIBLEX. La MEB también ha participado en operaciones de ayuda reales en Japón y, más recientemente, Filipinas.
En su actual rol, la 3.ª MEB proporciona al comandante general de la III Fuerza Expedicionaria de Marines con una opción de fuerza ajustada a la contingencia y escalable que puede desplegarse rápidamente para enfrentar contingencias de escala pequeña y respuesta a crisis a través de la región de Asia-Pacífico.